# Dursun Ali Eğribaş
Dursun Ali Eğribaş (* 1933 in Rize; † August 2014 in Istanbul) war ein türkischer Ringer.

## Biografie
Dursun Ali Eğribaş begann 1947 mit dem Ringen, als er bei einem Ringerverein als Hausmeister arbeitete. Er gewann bei den Olympischen Sommerspielen 1956 in Melbourne die Bronzemedaille im Fliegengewicht des Griechisch-römischen Stils. Es folgten eine Goldmedaille bei den Mittelmeerspielen 1959 und eine Bronzemedaille bei den Balkanspielen 1960. 1965 beendete er seine Karriere und war in seinem Club als Trainer tätig.